# U–404
A VIIC típusú U–404 tengeralattjárót a német haditengerészet rendelte a danzigi Danziger Werft AG-tól 1939. szeptember 23-án. A hajót 1941. augusztus 6-án állították szolgálatba. Hét harci küldetése volt, amelynek során 15 hajót megsemmisített, kettőt megrongált. Ezek összesített vízkiszorítása 89 259 brt volt.

## Pályafutása

### Első őrjárat
Az U–404 1942. január 17-én futott ki első őrjáratára Kielből, kapitánya Otto von Bülow volt. Tizenhat napos útja alatt nem süllyesztett el egyetlen hajót sem. 1942. február 1-jén megérkezett Lorient-ba.

### Második őrjárat
A tengeralattjáró 1942. február 14-én újabb őrjáratra indult az amerikai-kanadai keleti partvidékre. A németek március 5-én Új-Skócia partjai előtt megtorpedózták az amerikai Collamert, amely a heves hullámzásban leszakadt a HX–178-as konvojról, és visszafordult Halifax felé. A gőzös kazánja felrobbant, és az ott dolgozó hét ember azonnal meghalt. A többi 31 tengerész mentőcsónakba szállt, őket később egy kereskedelmi hajó vette fedélzetére.
A tengeralattjáró következő áldozata a chilei Tolten lett, amelyet március 13-án New Jersey partjainál süllyesztett el. A 28 fős legénység egy tagja élte túl a támadást. Chilében felháborodás fogadta a hajó elsüllyesztését, ugyanis az ország nem állt háborúban Németországgal. A németek arra hivatkoztak, hogy a hajó elsötétítve, cikk-cakkban haladt, ezért azt hitték, szövetséges vízi jármű.
Másnap az amerikai Lemuel Burrows következett, amely 12 450 tonna szénnel tartott Bostonba. A torpedótalálat Atlantic City magasságában érte a hajót. A 34 fős legénység húsz tagja életét vesztette. Az őrjárat utolsó áldozata a brit San Demetrio volt, amely 19 ember rántott magával a mélybe.

### Harmadik őrjárat
Az U–404 május 6-án újabb őrjáratra indult az amerikai partokhoz. Május 30-án a virginiai Cape Charlestól 800 kilométerre az amerikai Alcoa Shipper matrózai megpillantották az Atlanti-óceán felszínén úszó búvárhajót. A 8340 tonna bauxitot szállító gőzös megpróbált menekülni, de egy torpedó eltalálta a jobb oldalát, és kazánja felrobbant. A 32 fős legénység hét tagja meghalt. A túlélőket a németek kikérdezték, majd néhány üveg rumot, cigarettát, és az egyik matróznak egy kezeslábast adtak. A tengerészeket 56 óra múlva vette fedélzetére egy norvég teherszállító.
Június 1-jén a tengeralattjáró ötven lövést adott le ágyújából az amerikai West Notusra, amelyet nagyjából húsz lövedék el is talált. A New Yorkba 7400 tonna lenmagot szállító hajó rádiója megsemmisült, mielőtt le tudták volna adni a vészjelzést. Menekülés közben a kormánylapát beragadt, és a gőzös körözni kezdett, ezért a gépet le kellett állítani. A hajó őrei gépfegyverekből és a fedélzeti lövegből viszonozták a tüzet, és könnyebben megrongálták a tengeralattjárót, amely kénytelen volt a gyors javítás idejére felhagyni a támadással. Mivel a további ellenállás értelmetlen volt, a legénység elhagyta a West Notust, amelyet később a németek időzített robbanószerkezettel elsüllyesztettek.
Két nappal később az U–404 két torpedót lőtt ki az Anna svéd gőzösre, amely szenet szállított Bermudára. A torpedók nem találtak, ezért a fedélzeti fegyverrel tüzeltek a hajóra. A tüzéreknek egy időre abba kellett hagyniuk a támadást, mert a svéd hajó reflektora elvakította őket. A svédek megpróbáltak a lámpa segítségével kommunikálni a németekkel, akik ugyan felismerték a semleges ország felségjeleit, mégis folytatták a támadást. A svéd matrózok gyorsan elhagyták a hajót, amely nemsokára kigyulladt, és elsüllyedt.
Június 24-én a jugoszláv Ljubica Matkovicot küldte a tenger mélyére a tengeralattjáró Észak-Karolina partjai előtt. A hajó többek között cukrot és gázolajat szállított volna az Egyesült Királyságba. Másnap a panamai Nordal és az amerikai Manuela következett. A Nordal többek között mangánércet, zsákvásznat és kávét vitt Baltimore-ba. Teljes legénysége túlélte a támadást. A Manuela 6500 tonna cukorral tartott New Yorkba, amikor a torpedó eltalálta. A 43 fős legénység két tagja életét vesztette.
Az őrjárat utolsó áldozata a norvég Moldanger volt, amelyet 450 kilométerre Philadelphiától talált el az U–404 torpedója. A 44 fős legénységből 14-en meghaltak.

### Negyedik őrjárat
A tengeralattjáró negyedik harci küldetésén Írországtól északnyugatra vadászott. 1942. szeptember 11-én megtorpedózta a norvég Marit II-t, amely az ON–127-es konvoj tagjaként New York felé haladt. A torpedó a tanker jobb oldalába csapódott. A Marit II leállt, de a károk vizsgálata után a kapitány úgy döntött, folytatják az utat. Szeptember 16-án elérte a kanadai St. John’st.
Másnap egy másik norvég hajót, a Daghildet találta el az U–404, de az sem süllyedt el. A torpedó a hajó mindkét oldalán lyukakat ütött, amelyeken keresztül át lehetett látni a hajótesten. A Daghild ennek ellenére elérte a kanadai kikötőt.
Szeptember 26-án a tengeralattjáró három torpedót lőtt ki az HMS Veteran brit rombolóra, amely az RB–1-es konvojt kísérte. A hadihajót két torpedó találta el, és azonnal elsüllyedt a teljes legénységgel és az útközben felvett hajótöröttekkel. A teljes veszteség 235 ember volt.

### Ötödik őrjárat
Az U–404 következő harci küldetésére 1942. december 21-én hajózott ki Saint-Nazaire-ból, és 48 napot töltött a tengeren, de nem sikerült egyetlen hajót sem elsüllyesztenie.

### Hatodik őrjárat
A tengeralattjáró hatodik, Otto von Bülow utolsó őrjárata 1943. március 21-én kezdődött. A hajó a Vizcayai-öböltől északnyugatra vadászott. Első áldozata a brit Nagara lett március 29-én, amely nem süllyedt el azonnal, csak vontatás közben, április 4-én. Másnap az Empire Bowman következett, amely négy embert rántott hullámsírba. Április 12-én a Lancastrian Prince következett, amelynek teljes (45 fős) legénysége odaveszett.
1943. április 23-án Bülow négy torpedót lőtt ki az HMS Biter brit kísérő hordozóra, amelyről azt gondolta, hogy a USS Ranger anyahajó. Négy robbanást hallott, és rádión azt jelentette a főhadiszállásnak, hogy valószínűleg elpusztította a USS Rangert. Dönitzék megerősítést kértek, amit Bülow meg is tett, mivel biztos volt a találatban. Ennek köszönhetően, habár valójában egyik torpedója sem talált, megkapta a tölgyfalombokat a Lovagkeresztjéhez. A USS Ranger elsüllyesztését megírta a német sajtó, és Adolf Hitler saját kezűleg tüntette ki a parancsnokot. Az amerikaiak lecsaptak az esetre, és gyávasággal vádolták a német tisztet. Bülowot más pozícióba helyezték.

### Hetedik őrjárat
Utolsó útjára 1943. július 24-én futott ki az U–404 Adolf Schönberg irányításával. Július 28-án a Vizcayai-öbölből haladt kifelé a búvárhajó, amikor egy amerikai B–24 Liberator a radarjelet követve rábukkant. Mélységi bombákkal megtámadta, de nem ért el eredményt, ezért a terület felett maradt, hogy megvárja a felszínre emelkedő tengeralattjárót. Miután az felemelkedett, a bombázó ismét megtámadta. A tengeralattjáró légvédelmi fegyverével eltalálta a repülőt, amely aztán nyolc mélységi bombát dobott le azon a helyen, ahol a búvárhajó lemerült. A Liberator a sérülései miatt kénytelen volt elhagyni a helyszínt.
Később egy másik Liberator kétszer is megtámadta a felszínre emelkedő búvárhajót, de az ismét elkergette a gépet, amelynek megrongálódott az egyik motorja, a függőleges vezérsíkja és az üzemanyag-tartálya. A második támadást egy brit Liberator is észlelte, amelyet szintén eltalált az U–404 légvédelme, de végül megsemmisítette a búvárhajót. A teljes legénység, 51 tengerész életét vesztette.

## Kapitányok
| Név             | Kezdőnap           | Zárónap          |
| --------------- | ------------------ | ---------------- |
| Otto von Bülow  | 1941. augusztus 6. | 1943. július 19. |
| Adolf Schönberg | 1943. július 20.   | 1943. július 28. |

## Őrjáratok
| Indulás       | Indulónap           | Érkezés       | Zárónap           |
| ------------- | ------------------- | ------------- | ----------------- |
| Kiel          | 1942. január 17.    | Lorient       | 1942. február 1.  |
| Lorient       | 1942. február 14.   | Brest         | 1942. április 4.  |
| Brest         | 1942. május 6.      | Saint-Nazaire | 1942. július 14.  |
| Saint-Nazaire | 1942. augusztus 23. | Saint-Nazaire | 1942. október 13. |
| Saint-Nazaire | 1942. december 21.  | Saint-Nazaire | 1943. február 6.  |
| Saint-Nazaire | 1943. március 21.   | Saint-Nazaire | 1943. május 3.    |
| Saint-Nazaire | 1943. július 24.    | *             | 1943. július 28.  |

* A hajó nem érte el úti célját, elsüllyesztették

## Elsüllyesztett és megrongált hajók
| Nap                  | Hajó               | Nemzetisége        | Vízkiszorítása (brt | Konvoj |
| -------------------- | ------------------ | ------------------ | ------------------- | ------ |
| 1942. március 5.     | Collamer           | Egyesült Államok   | 5112                | HX–178 |
| 1942. március 13.    | Tolten             | Chile              | 1858                |        |
| 1942. március 14.    | Lemuel Burrows     | Egyesült Államok   | 7610                |        |
| 1942. március 17.    | San Demetrio       | Egyesült Királyság | 8073                |        |
| 1942. május 30.      | Alcoa Shipper      | Egyesült Államok   | 5491                |        |
| 1942. június 1.      | West Notus         | Egyesült Államok   | 5492                |        |
| 1942. június 3.      | Anna               | Svédország         | 1345                |        |
| 1942. június 24.     | Ljubica Matkovic   | Jugoszlávia        | 3289                |        |
| 1942. június 25.     | Nordal             | Panama             | 3845                |        |
| 1942. június 25.     | Manuela            | Egyesült Államok   | 4772                |        |
| 1942. június 27.     | Moldanger          | Norvégia           | 6827                |        |
| 1942. szeptember 11. | Marit II*          | Norvégia           | 7417                | ON–127 |
| 1942. szeptember 12. | Daghild*           | Norvégia           | 9272                | ON–127 |
| 1942. szeptember 26. | HMS Veteran**      | Egyesült Királyság | 1120                | RB–1   |
| 1943. március 29.    | Nagara             | Egyesült Királyság | 8791                | SL–126 |
| 1943. március 30.    | Empire Bowan       | Egyesült Királyság | 7031                | SL–126 |
| 1943. április 12.    | Lancastrian Prince | Egyesült Királyság | 1914                | ON–176 |

* A hajó nem süllyedt el, csak megrongálódott

** Hadihajó